# Lista monumentelor ocrotite de stat din raionul Ștefan Vodă
Lista monumentelor din raionul Ștefan Vodă cuprinde monumentele patrimoniului cultural din raionul Ștefan Vodă înscrise în Registrul monumentelor Republicii Moldova ocrotite de stat.
Registrul monumentelor Republicii Moldova ocrotite de stat a fost aprobat prin Hotărârea Parlamentului nr. 1531-XII împreună cu Legea nr. 1530-XII privind ocrotirea monumentelor RM din 22 iunie 1993. În Monitorul Oficial nr. 1 din 1994 a fost publicată doar Legea, fără a include însă și Registrul, care a fost publicat mult mai târziu, la 2 februarie 2010. A nu se confunda cu Registrul arheologic național sau cel al monumentelor de for public, care sunt liste diferite ce vizează doar anumite compartimente ale patrimoniului cultural, întocmite în baza unor legi separate.
Lista completă este menținută și actualizată periodic de către Ministerul Culturii din Republica Moldova, dar înainte ca modificările să intre în vigoare acestea trebuie să fie aprobate de către Parlament. Această listă este menită să cuprindă și actualizările ulterioare.
| Nr. | Localizare                                                             | Denumire                                                          | Datare   | Tip   | Însemnătate | Imagine                 | Erori             |
| --- | ---------------------------------------------------------------------- | ----------------------------------------------------------------- | -------- | ----- | ----------- | ----------------------- | ----------------- |
| 285 | Alava 46°30′35″N 29°33′57″E / 46.509691542564°N 29.565762020027°E      | Monument eroilor căzuți în război (1941-1945)                     |          | Is    | L           | galerie \| Încarcă foto | Raportează eroare |
| 286 | Antonești 46°29′52″N 29°50′50″E / 46.497764108378°N 29.847309375857°E  | Biserica „Sf. Nicolae”                                            | 1897     | At    | N           | galerie \| Încarcă foto | Raportează eroare |
| 287 | Antonești 46°29′44″N 29°50′48″E / 46.495675006009°N 29.846567713303°E  | Monument eroilor căzuți în război (1941-1945)                     |          | Is    | L           | galerie \| Încarcă foto | Raportează eroare |
| 288 | Brezoaia 46°31′10″N 29°27′23″E / 46.519580455085°N 29.456513905957°E   | Biserica „Nașterea Maicii Domnului”                               | 1902     | At    | N           | galerie \| Încarcă foto | Raportează eroare |
| 289 | Carahasani 46°28′02″N 29°49′04″E / 46.467329660214°N 29.817760204619°E | Biserica „Sf. Dumitru”                                            | 1864     | At    | N           | galerie \| Încarcă foto | Raportează eroare |
| 290 | Carahasani 46°28′02″N 29°49′00″E / 46.467245620727°N 29.816587795125°E | Monument eroilor căzuți în război (1941-1945)                     | 1968     | Is    | L           | galerie \| Încarcă foto | Raportează eroare |
| 292 | Căplani 46°23′20″N 29°52′12″E / 46.388805246306°N 29.869943936847°E    | Biserica „Acoperământul Maicii Domnului”                          | 1853     | At    | N           | galerie \| Încarcă foto | Raportează eroare |
| 293 | Căplani 46°23′21″N 29°52′10″E / 46.389136993809°N 29.86942334475°E     | Monument eroilor căzuți în război (1941-1945)                     | 1974     | Is    | L           | galerie \| Încarcă foto | Raportează eroare |
| 294 | Cioburciu                                                              | Monument eroilor căzuți în război (1941-1945)                     |          | Is    | L           | Încarcă foto            | Raportează eroare |
| 298 | Crocmaz 46°27′16″N 29°59′28″E / 46.454472°N 29.991073°E                | Biserica „Sf. Nicolae”                                            | 1887     | At    | L           | galerie \| Încarcă foto | Raportează eroare |
| 299 | Crocmaz 46°27′13″N 29°59′29″E / 46.453608°N 29.991266°E                | Monument eroilor căzuți în război (1941-1945)                     | 1967     | Is    | L           | galerie \| Încarcă foto | Raportează eroare |
| 300 | Ermoclia 46°34′53″N 29°30′28″E / 46.581344°N 29.507885°E               | Biserica „Sf. Arhangheli Mihail și Gavriil”                       | 1859     | At    | N           | galerie \| Încarcă foto | Raportează eroare |
| 301 | Ermoclia 46°34′42″N 29°30′43″E / 46.578389°N 29.511888°E               | Monument eroilor căzuți în război (1941-1945)                     | 1970     | Is    | L           | galerie \| Încarcă foto | Raportează eroare |
| 304 | Feștelița 46°32′28″N 29°33′39″E / 46.54119°N 29.560829°E               | Biserica „Sf. Arhanghel Mihail”                                   | 1860     | At    | N           | galerie \| Încarcă foto | Raportează eroare |
| 305 | Feștelița 46°32′25″N 29°33′58″E / 46.54016°N 29.566003°E               | Monument eroilor căzuți în război (1941-1945)                     |          | Is    | L           | galerie \| Încarcă foto | Raportează eroare |
| 306 | Grădinița 46°39′37″N 29°34′35″E / 46.660269°N 29.57647°E               | Monument eroilor căzuți în război (1941-1945)                     |          | Is    | L           | Încarcă foto            | Raportează eroare |
| 307 | Leuntea                                                                | Monument eroilor căzuți în război (1941-1945)                     |          | Is    | L           | Încarcă foto            | Raportează eroare |
| 308 | Leuntea                                                                | Monument la mormântul comun al 457 ostași căzuți în 1944          |          | Is    | L           | Încarcă foto            | Raportează eroare |
| 309 | Leuntea 46°39′14″N 29°35′02″E / 46.653896°N 29.583961°E                | Conacul cu parc al lui Ponsă                                      | sec. XIX | At    | N           | Încarcă foto            | Raportează eroare |
| 310 | Marianca de Jos 46°31′18″N 29°36′17″E / 46.52174°N 29.604814°E         | Monument eroilor căzuți în război (1941-1945)                     |          | Is    | L           | galerie \| Încarcă foto | Raportează eroare |
| 312 | Olănești 46°29′39″N 29°55′28″E / 46.494242570856°N 29.924329994855°E   | Monument în memoria consătenilor căzuți în război (1941-1945)     |          | Is    | L           | galerie \| Încarcă foto | Raportează eroare |
| 313 | Olănești 46°29′39″N 29°55′28″E / 46.494242570856°N 29.924329994855°E   | Monument comun al 133 ostași căzuți în 1944                       |          | Is    | L           | galerie \| Încarcă foto | Raportează eroare |
| 320 | Palanca 46°24′35″N 30°05′53″E / 46.409702506558°N 30.097991126125°E    | Monument eroilor căzuți în război                                 |          | Is    | L           | galerie \| Încarcă foto | Raportează eroare |
| 321 | Popeasca 46°36′25″N 29°32′00″E / 46.606920175197°N 29.533402976036°E   | Biserica „Sf. Nicolae”                                            | 1811     | At    | N           | galerie \| Încarcă foto | Raportează eroare |
| 322 | Popeasca 46°36′04″N 29°31′58″E / 46.60104831019°N 29.532671861883°E    | Monument eroilor căzuți în război (1941-1945)                     | 1954     | Is    | L           | galerie \| Încarcă foto | Raportează eroare |
| 324 | Purcari 46°32′11″N 29°52′27″E / 46.536382840792°N 29.874064667002°E    | Biserica „Înălțarea Domnului”                                     | sec. XIX | Is At | N           | galerie \| Încarcă foto | Raportează eroare |
| 325 | Purcari 46°31′47″N 29°52′19″E / 46.529643064376°N 29.872067912027°E    | Crama și pivnițele pentru păstrarea vinului                       | sec. XIX | At    | N           | galerie \| Încarcă foto | Raportează eroare |
| 326 | Purcari 46°32′20″N 29°51′30″E / 46.538820217651°N 29.858285352957°E    | Monument eroilor căzuți în război (1941-1945)                     |          | Is    | L           | galerie \| Încarcă foto | Raportează eroare |
| 327 | Răscăieți 46°34′33″N 29°46′52″E / 46.575891620447°N 29.781095827312°E  | Biserica „Sf. Arhanghel Mihail”                                   | 1822     | At    | N           | Încarcă foto            | Raportează eroare |
| 328 | Răscăieți                                                              | Monument în memoria consătenilor căzuți în război                 | 1969     | Is    | L           | Încarcă foto            | Raportează eroare |
| 329 | Răscăieți 46°34′59″N 29°45′53″E / 46.583151121628°N 29.764608990522°E  | Monument la mormântul comun al 11 ostași căzuți în 1944           | 1972     | Is    | L           | galerie \| Încarcă foto | Raportează eroare |
| 330 | Răscăieți                                                              | Monument la mormântul comun al 510 ostași căzuți în 1944          | 1967     | Is    | L           | galerie \| Încarcă foto | Raportează eroare |
| 331 | Semionovca 46°31′04″N 29°30′46″E / 46.517706185827°N 29.512654228893°E | Biserica „Sf. Dumitru”                                            | 1870     | At    | N           | galerie \| Încarcă foto | Raportează eroare |
| 332 | Semionovca 46°31′05″N 29°30′50″E / 46.517936107329°N 29.514025598093°E | Monument aviatorilor căzuți în 1941                               | 1964     | Is    | L           | galerie \| Încarcă foto | Raportează eroare |
| 333 | Slobozia 46°30′38″N 29°44′20″E / 46.510515956319°N 29.738990513934°E   | Biserica „Sf. Cuvioasă Paraschiva”                                | 1910     | At    | N           | galerie \| Încarcă foto | Raportează eroare |
| 334 | Slobozia                                                               | Monument în memoria consătenilor căzuți în război                 | 1965     | Is    | L           | galerie \| Încarcă foto | Raportează eroare |
| 335 | Slobozia 46°30′33″N 29°44′21″E / 46.509235340031°N 29.739285034916°E   | Monument eroilor căzuți în război (1941-1945)                     | 1966     | Is    | L           | galerie \| Încarcă foto | Raportează eroare |
| 336 | Ștefănești 46°26′41″N 29°41′10″E / 46.444837725179°N 29.68611728325°E  | Biserica „Sf. Dumitru”                                            | 1928     | At    | N           | galerie \| Încarcă foto | Raportează eroare |
| 337 | Ștefănești 46°26′40″N 29°41′23″E / 46.444379287907°N 29.689840405744°E | Monument eroilor căzuți în război (1941-1945)                     | 1964     | Is    | L           | galerie \| Încarcă foto | Raportează eroare |
| 338 | Talmaza 46°38′15″N 29°40′04″E / 46.637633401924°N 29.667780949618°E    | Biserica „Adormirea Maicii Domnului”                              | 1875     | At    | N           | Încarcă foto            | Raportează eroare |
| 339 | Talmaza 46°38′50″N 29°39′33″E / 46.647294743464°N 29.659125463752°E    | Monument eroilor căzuți în război (1941-1945)                     | 1964     | Is    | N           | Încarcă foto            | Raportează eroare |
| 349 | Tudora 46°26′22″N 30°02′36″E / 46.439402719892°N 30.043419306312°E     | Biserica „Sf. Averchii”                                           | 1866     | At    | N           | galerie \| Încarcă foto | Raportează eroare |
| 350 | Tudora                                                                 | Monument la mormântul comun al ostașilor căzuți în război în 1944 |          | Is    | L           | Încarcă foto            | Raportează eroare |
| 351 | Tudora 46°26′26″N 30°02′28″E / 46.440460735001°N 30.041213485997°E     | Monument în memoria consătenilor căzuți în război                 | 1977     | Is    | L           | galerie \| Încarcă foto | Raportează eroare |
| 352 | Viișoara 46°32′45″N 29°49′32″E / 46.545945361444°N 29.825600206828°E   | Monument eroilor căzuți în război (1941-1945)                     | 1957     | Is    | L           | galerie \| Încarcă foto | Raportează eroare |
| 354 | Volintiri 46°25′41″N 29°36′38″E / 46.428015457338°N 29.610557987371°E  | Biserica „Sf. M. Mc. Gheorghe”                                    | 1860     | At    | N           | galerie \| Încarcă foto | Raportează eroare |
| 355 | Volintiri 46°25′43″N 29°36′24″E / 46.428701°N 29.606679°E              | Monument eroilor căzuți în război (1941-1945)                     | 1961     | Is    | L           | galerie \| Încarcă foto | Raportează eroare |